# Европско првенство у атлетици у дворани 1973 — 60 метара за мушкарце
Такмичење у дисциплини трка на 60 метара у мушкој конкуренцији на 4. Европском првенству у атлетици у дворани 1973. одржано је 10. марта у Арени Ахој у Ротердаму, Холандија.
Титулу европског првака освојену на Европском првенству у дворани 1972. у Греноблу није бранио Валериј Борзов из Совјетског Савеза.

## Земље учеснице
Учествовала су 33 атлетичара из 16 земаља.
1. Аустрија (2)
2. Белгија (2)
3. Бугарска (2)
4. Западна Немачка (3)
5. Италија (2)
6. Источна Немачка (2)
7. Пољска (2)
8. Румунија (1)
9. Совјетски Савез (2)
10. Уједињено Краљевство (1)
11. Финска (2)
12. Француска (3)
13. Холандија (3)
14. Чехословачка (2)
15. Шведска (1)
16. Шпанија (3)

## Рекорди
Извор:
| Рекорди пре почетка Европског првенства у дворани 1973. | Рекорди пре почетка Европског првенства у дворани 1973. | Рекорди пре почетка Европског првенства у дворани 1973. | Рекорди пре почетка Европског првенства у дворани 1973. | Рекорди пре почетка Европског првенства у дворани 1973. | Рекорди пре почетка Европског првенства у дворани 1973. |
| ------------------------------------------------------- | ------------------------------------------------------- | ------------------------------------------------------- | ------------------------------------------------------- | ------------------------------------------------------- | ------------------------------------------------------- |
| Светски рекорд                                          | Манфред Кокот                                           | Источна Немачка                                         | 6,62                                                    | Зенфтенберг, Источна Немачка                            | 24. фебруар 1973.                                       |
| Европски рекорд                                         | Манфред Кокот                                           |                                                         | 6,62                                                    | Зенфтенберг, Источна Немачка                            | 24. фебруар 1973.                                       |
| Рекорди европских првенстава                            | Валериј Борзов                                          | СССР                                                    | 6,58                                                    | Софија, Бугарска                                        | 13. март 1971.                                          |
| Рекорди после завршеног Европског првенства 1973.       |                                                         |                                                         |                                                         |                                                         |                                                         |

## Освајачи медаља
|                    |                               |                    |
| Зенон Новош Пољска | Манфред Кокот Источна Немачка | Рајмо Вилен Финска |

## Резултати
У овој дисциплини су одржане три круга такмичења: квалификације, полуфинале и финале. Све је одржано истог дана 10. марта.

### Квалификације
У квалификацијама такмичари су били подељени у шест група. Прва је имала 4, друга 5, а остале четрири по 6 такмичара. У полуфинале су се квалификовала по тројица првопласираних из сви шест група (КВ).
| Место | Група | Атлетичар          | Националност         | Време | Белешка |
| ----- | ----- | ------------------ | -------------------- | ----- | ------- |
| 1.    | 1     | Зенон Новош        | Пољска               | 6,68  | КВ      |
| 2.    | 5     | Манфред Кокот      | Источна Немачка      | 6,72  | КВ      |
| 3.    | 2     | Брајан Грин        | Уједињено Краљевство | 6,73  | КВ      |
| 4.    | 3     | Јуриј Силов        | Совјетски Савез      | 6,76  | КВ, ЛРС |
| 5.    | 2     | Борис Изместјев    | Совјетски Савез      | 6,77  | КВ, ЛР  |
| 5.    | 5     | Самуел Монселс     | Холандија            | 6,77  | КВ      |
| 7.    | 1     | Дорел Кристудор    | Румунија             | 6,78  | КВ, ЛРС |
| 8.    | 5     | Винченцо Гверини   | Италија              | 6,80  | КВ      |
| 9.    | 1     | Рајмо Вилен        | Финска               | 6,81  | КВ      |
| 9.    | 3     | Луиђи Бенедети     | Италија              | 6,81  | КВ      |
| 9.    | 2     | Анти Рамајеки      | Финска               | 6,81  | КВ      |
| 12.   | 2     | Мирољуб Стојчев    | Бугарска             | 6,82  | КВ      |
| 13.   | 6     | Ханс Јоахин Ценк   | Источна Немачка      | 6,83  | КВ      |
| 14.   | 2     | Доминик Шовело     | Француска            | 6,84  | ЛРС     |
| 14.   | 4     | Манфред Шуман      | Западна Немачка      | 6,84  | КВ, ЛР  |
| 14.   | 4     | Мануел Карбаљо     | Шпанија              | 6,84  |         |
| 17.   | 3     | Ханс Георг Тајснер | Западна Немачка      | 6,85  | КВ, ЛР  |
| 18.   | 2     | Ролф Левандовски   | Западна Немачка      | 6,87  | ЛР      |
| 19.   | 3     | Ришард Тулкис      | Пољска               | 6,88  | ЛР      |
| 19.   | 3     | Мишел Лимузен      | Француска            | 6,88  | КВ      |
| 19.   | 3     | Marc Delaunoit     | Белгија              | 6,88  | ЛР      |
| 22.   | 6     | Коен Јансен        | Холандија            | 6,90  | ЛР      |
| 23.   | 1     | Ален Сартер        | Француска            | 6,91  | КВ      |
| 23.   | 4     | Георд Регнар       | Аустрија             | 6,91  | НР      |
| 23.   | 5     | Франсиско Гарсија  | Шпанија              | 6,91  | ЛР      |
| 26,   | 6     | Луис Сарија        | Шпанија              | 6,92  | ЛРС     |
| 27.   | 4     | Рејмонд Херенвен   | Холандија            | 6,93  | ЛРС     |
| 28.   | 1     | Красимир Гусев     | Бугарска             | 6,96  | ЛР      |
| 28.   | 5     | Јуриј Демец        | Чехословачка         | 6,96  | ЛРС     |
| 30.   | 6     | Лудек Бохман       | Чехословачка         | 6,97  | ЛР      |
| 31.   | 3     | Ролф Трулсон       | Шведска              | 6,99  | ЛРС     |
| 31.   | 4     | Тијери Буке        | Белгија              | 6,99  | ЛР      |
| 33.   | 2     | Гернот Масинг      | Аустрија             | 7,06  | ЛРС НР  |

### Полуфинале
Полуфиналисти су били подељени у три групе по шест атлетичара, а за шест места у финалу су се пласирала по двојица првопласираних из све три групе (КВ).
| Место | Група | Атлетичар          | Земља                | Време | Белешка |
| ----- | ----- | ------------------ | -------------------- | ----- | ------- |
| 1.    | 1     | Зенон Новош        | Пољска               | 6,65  | КВ      |
| 2.    | 2     | Манфред Кокот      | Источна Немачка      | 6,66  | КВ, ЛР  |
| 3.    | 3     | Брајан Грин        | Уједињено Краљевство | 6,71  | КВ, ЛР  |
| 4.    | 3     | Рајмо Вилен        | Финска               | 6,72  | КВ      |
| 5.    | 1     | Samuel Monsels     | Холандија            | 6,75  | КВ, ЛР  |
| 5.    | 2     | Винченцо Гверини   | Италија              | 6,75  | КВ, ЛР  |
| 7.    | 1     | Ханс Јоахин Ценк   | Источна Немачка      | 6,77  |         |
| 8.    | 1     | Дорел Кристудор    | Румунија             | 6,78  |         |
| 8.    | 2     | Борис Изместјев    | Совјетски Савез      | 6,78  |         |
| 10.   | 3     | Луиђи Бенедети     | Италија              | 6,79  | ЛР      |
| 10.   | 2     | Анти Рамајеки      | Финска               | 6,79  | ЛР      |
| 10.   | 1     | Мирољуб Стојчев    | Бугарска             | 6,79  | ЛР      |
| 13.   | 3     | Мануел Карбаљо     | Шпанија              | 6,80  | ЛР      |
| 14.   | 3     | Јуриј Силов        | Совјетски Савез      | 6,81  |         |
| 15.   | 2     | Мишел Лимузен      | Француска            | 6,82  | ЛР      |
| 16.   | 1     | Ален Сартер        | Француска            | 6,84  | ЛРС     |
| 17.   | 2     | Манфред Шуман      | Западна Немачка      | 6,87  |         |
| 18.   | 3     | Ханс Георг Тајснер | Западна Немачка      | 6,9   |         |

### Финале
| Пласман | Атлетичар        | Земља                | Резултат | Белешка |
| ------- | ---------------- | -------------------- | -------- | ------- |
|         | Зенон Новош      | Пољска               | 6,64     | ЛРд     |
|         | Манфред Кокот    | Источна Немачка      | 6,66     | ЛРС     |
|         | Рајмо Вилен      | Финска               | 6,71     | ЛРд     |
| 4.      | Брајан Грин      | Уједињено Краљевство | 6,74     |         |
| 5.      | Samuel Monsels   | Холандија            | 6,81     |         |
| 6.      | Винченцо Гверини | Италија              | 6,84     |         |

## Укупни биланс медаља у трци на 60 метара за мушкарце после 4. Европског првенства у дворани 1970—1973.
|    | Земља           |   |   |   |    |
| -- | --------------- | - | - | - | -- |
| 1. | Совјетски Савез | 3 | 1 | 0 | 4  |
| 2. | Пољска          | 1 | 1 | 0 | 2  |
| 3. | Источна Немачка | 0 | 1 | 1 | 2  |
| 4, | Западна Немачка | 0 | 1 | 0 | 1  |
| 5. | Финска          | 0 | 0 | 2 | 2  |
| 6. | Грчка           | 0 | 0 | 1 | 1  |
|    | Укупно {6}      | 4 | 4 | 4 | 12 |

|    | Атлетичар      | Земља           |   |   |   |   |
| -- | -------------- | --------------- | - | - | - | - |
| 1. | Валериј Борзов | Совјетски Савез | 3 | 0 | 0 | 3 |
| 1. | Зенон Новош    | Пољска          | 1 | 1 | 0 | 2 |
| 1. | Манфред Кокот  | Источна Немачка | 0 | 1 | 1 | 2 |